# Seznam azerbajdžanskih poslovnežev
Seznam azerbajdžanskih poslovnežev.

## A
- Farkhad Akhmedov
- Ashurbeyov

## G
- Vougar Garadaghly

## H
- Jahangir Hajiyev

## I
- Telman Ismailov

## J
- Rashid Javanshir

## K
- Nigar Kocharli

## M
- Mubariz Mansimov
- Shahmar Movsumov